# Sofar de Naama

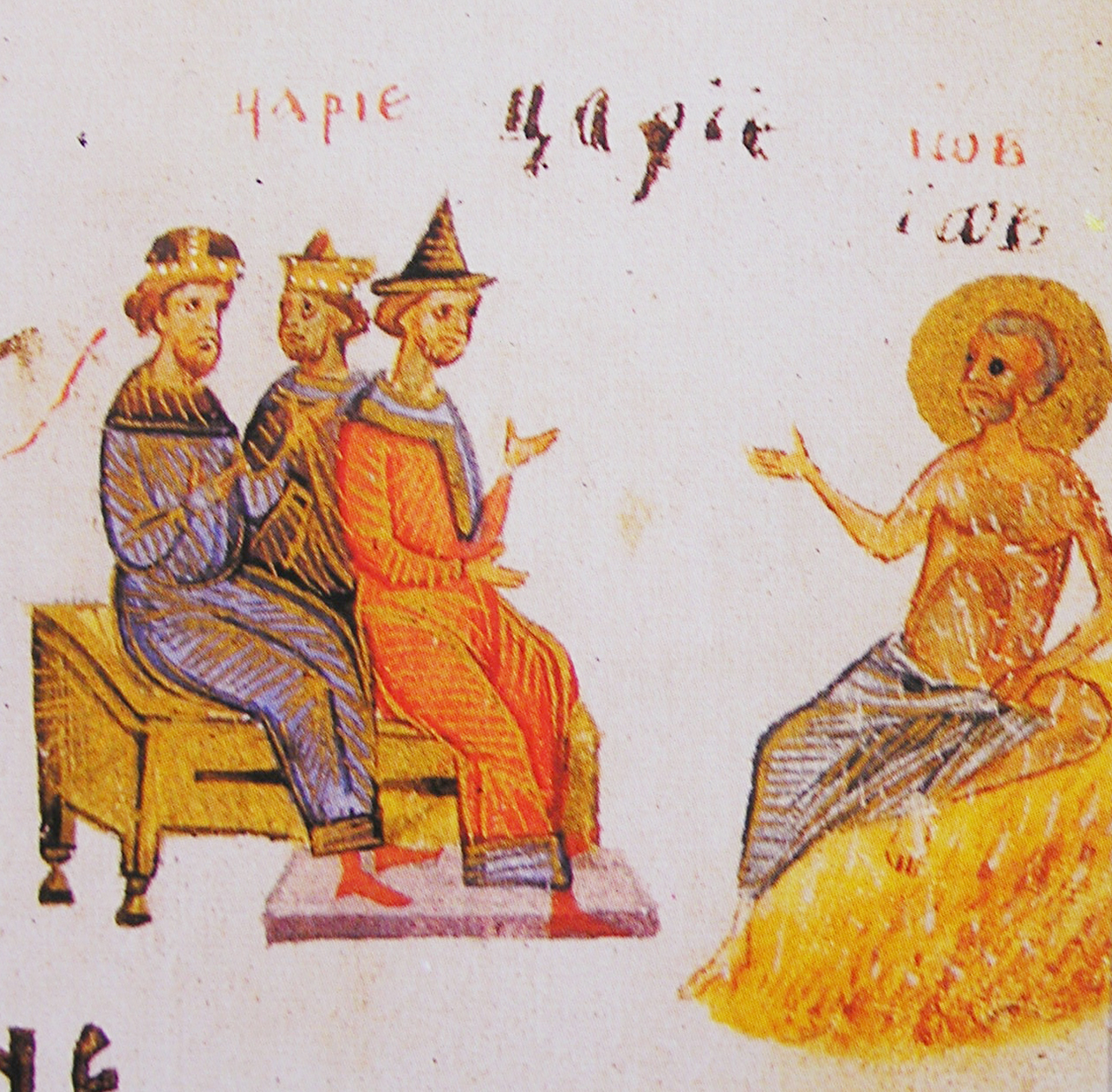
Illustration de Job et ses amis du Psautier de Spiridon de Kiev

Sofar, ou Zophar, de l'hébreu צוֹפַר (Ṣōp̄ar) de Naama est l'un des trois amis de Job qui lui rendent visite lorsqu'il est dépressif dans le Livre de Job. Naama est probablement une ville située en Arabie, d'où son appellation "Sofar de Naama" ou "Sofar le Naamatite".
Les remarques de Sofar se trouvent en Job 11:1-20 et Job 20:1-29. Il pense que ce dont souffre Job n'est autre que le châtiment divin, et donne les conséquences d'une vie vécue dans le péché. 

## Discours
Sofar ne parle que deux fois à Job, contrairement à Bildad et Éliphaz qui donnent chacun trois discours. Sofar est le plus irréfléchi et dogmatique des trois visiteurs de Job : Il est le premier à accuser Job de cruauté ; déclarant que le châtiment de Job est en réalité trop clément envers lui : "Dieu oublie une part de tes fautes." (Job 11:6), et il réprimande la présomption impie de Job en essayant de déterminer les secrets insondables de Dieu (Job 11:7-12). Malgré son discours dogmatique, Sofar promet à Job la paix et son rétablissement, à condition qu'il se repentisse et rejette l'iniquité (Job 11:13-19), redoublant les promesses des autres visiteurs de Job.
Le second discours de Sofar est un sermon sur le destin du méchant, finissant avec une évaluation sommaire, dans le même style que son ami Bildad,, 
« Telle est la part que Dieu réserve à l’homme méchant, l’héritage que Dieu lui promet. »

## Voir également
- Bildad le Shuhite
- Élihu